# Bollywood
Bollywood (em hindi: बॉलीवुड; em urdu:  بالی وڈ) é a indústria de cinema de língua hindi, a maior indústria de cinema indiana, em termos de lucros e popularidade a nível nacional e internacional. O nome Bollywood surge da fusão de Bombaim (antigo nome de Mumbai, cidade onde se concentra esta indústria), e de Hollywood (nome dado à indústria cinematográfica estadunidense). Contudo este nome é utilizado por vezes para designar todo cinema indiano o que se trata de uma utilização incorreta.

## História

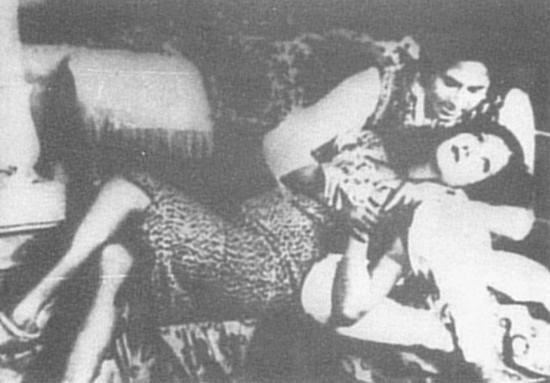
Cena de Alam Ara, o primeiro filme sonoro indiano.

Raja Harishchandra (1913), foi o primeiro filme mudo feito na Índia. Realizado por Dadasaheb Phalke por volta da década de 1930, esta indústria produzia cerca de 200 filmes por ano. O primeiro filme sonoro indiano foi Alam Ara (1931), de Ardeshir Irani, que foi um grande sucesso. Existia claramente um grande mercado para os filmes sonoros e musicais, por isso Bollywood e todas as outras indústrias regionais passaram rapidamente a produzir filmes sonoros.
As décadas de 1930 e 1945 foram épocas tumultuosas. A Índia foi afetada pela Grande Depressão, pela Segunda Guerra Mundial, pelo movimento de independência da Índia e pela violência da partição da Índia. A maior parte dos filmes indianos eram claramente de evasão, mas existiram alguns realizadores que abordaram assuntos sociais, ou que usaram a luta pela independência da Índia como pano de fundo para os seus enredos. No final da década de 1950 foram lançados os primeiros filmes a cores, contudo a maioria dos filmes continuaram a ser produzidos em preto e branco até o meio da década de 1960. Por esta época os musicais românticos e os melodramas eram a imagem de marca do cinema hindi. Alguns atores de sucesso desta época foram Dev Anand, Dilip Kumar e Raj Kapoor e as atrizes Nargis, Meena Kumari, Nutan e Madhubala. Por volta do fim da década de 1960 e início dos anos 1970, foi a época dos filmes românticos e de ação estrelando artistas como Rajesh Khana e Dharmendra. Por volta do meio da década de 1970, os filmes românticos deram lugar a filmes violentos sobre criminosos e bandidos. Amitabh Bachchan é uma estrela conhecida pelos seus papéis de "jovem furioso" e dominou esta época junto com outros atores como Mithun Chakraborty e Anil Kapoor. Atrizes desta época incluem Hema Malini, Jaya Bachchan e Rekha.
A meio da década de 1990, a tendência voltou para os romances musicais centrados na família com o filmes como Hum Aapke Hain (1994) e Dilwale Dulhania Le Jayenge (1995). Surgiu uma nova geração de estrelas com atores tais como Aamir Khan, Salman Khan e Shahrukh Khan e atrizes tais como Sridevi, Madhuri Dixit, Karisma Kapoor e Kajol. Por esta altura também começaram a fazer sucesso os filmes de ação e as comédias com atores tais como Govinda, Sunil Shetty e Akshay Kumar e atrizes tais como Raveena Tandon. Esta década também marcou a cinema artístico que também conseguiu algum sucesso nas bilheteiras e fez surgir uma nova geração de atores aclamados pela crítica, tais como Nana Patekar, Ajay Devgan, Manisha Koirala, Tabu e Urmila Matondkar.
A partir de 2000 Bollywood viu aumentar a sua popularidade no mundo. Isto levou a indústria a atingir novas alturas em termos de qualidade técnica e inovação. A abertura de novos mercados no exterior e surgimento dos cinemas estilo multiplex nas grandes cidades, levou a um maior sucesso de bilheterias na Índia e no exterior, com filmes tais como Devdas, Kal Ho Naa Ho, Veer-Zaara, Dhoom 2, Khabi Alvida Naa Kehna e Om Shanti Om que lançaram uma nova geração de estrelas tais como os atores Saif Ali Khan, Hrithik Roshan, Abhishek Bachchan e as atrizes Aishwarya Rai, Preity Zinta e Rani Mukherji e ao mesmo tempo mantiveram a popularidade dos atores da década anterior.

## Convenções de gênero
Os filmes de Bollywood, assim como a maior parte dos filmes indianos, são na maior parte musicais. Espera-se sempre que contenham algumas melodias cativantes sob a forma de números de canto e dança. O sucesso de um filme depende muito da qualidade dos seus números musicais. Geralmente as músicas costumam ser lançadas antes do filme para aumentar o interesse do público no filme.
O público indiano espera fazer o seu dinheiro valer a quando de uma ida ao cinema. Músicas e danças, triângulos amorosos, comédia e ação são todos misturados num espetáculo de três horas de duração com intervalo. Esse tipo de filmes são chamados de masala, que é o nome dado a uma mistura de especiarias da culinária indiana. Tal como os masalas da culinária, este tipo de filmes são uma mistura de muitas coisas.
Os enredos de Bollywood tradicionalmente tendiam a ser melodramáticos. Frequentemente empregavam ingredientes tais como amores impossíveis, triângulos amorosos, laços familiares, sacrifício, políticos corruptos, sequestradores, terríveis vilões, cortesãs com coração de ouro, parentes há muito desaparecidos, irmãos separados pelo destino, mudanças de sorte dramáticas e coincidências convenientes. Ao mesmo tempo também existiam filmes indianos com objetivos mais artísticos e histórias mais sofisticadas, tanto dentro como fora da tradição de Bollywood, no entanto estes geralmente perdiam nas bilheteiras para filmes com um maior apelo de massas. No entanto atualmente as convenções de Bollywood têm mudado. A grande diáspora de indianos nos países de língua inglesa e a maior influência ocidental na própria Índia têm levado os filmes de Bollywood a se aproximarem dos modelos de Hollywood. Beijos em filmes não são mais um tabu. E os enredos mostram uma vida urbana com encontros ao estilo ocidental e cada vez menos se veem os casamentos por combinação.

## Elenco
Bollywood emprega pessoas de todas as partes da Índia e atrai milhares de aspirantes a atores. Modelos, atores televisivos, atores de teatro e até pessoas comuns vêm para Mumbai na esperança de se tornarem estrelas. No entanto apenas poucos são bem sucedidos.
A popularidade na indústria do entretenimento é algo muito frágil e Bollywood não é excepção. A popularidade das estrelas pode subir ou cair rapidamente. Diretores competem para contratar as estrelas mais populares do dia, que acreditam ser uma garantia de sucesso para o filme, mesmo que nem sempre seja constatado.
Apenas poucos atores não indianos conseguiram deixar alguma marca em Bollywood, apesar de terem tentado várias vezes. Mas existem algumas excepções, como no exemplo do recente êxito Rang de Basanti, onde a atriz inglesa Alice Patten desempenhou um dos papéis centrais. Outros filmes como Kisna, Lagaan, The Rising: Ballad of Mangal Pandey e Marigold também incluíram atores estrangeiros.
Bollywood é por vezes muito dominada por clãs sendo que os familiares de pessoas que trabalham na indústria conseguem com mais facilidade papéis muito desejados ou apenas um lugar no elenco de um filme. Contudo as boas ligações dentro da indústria não são garantia de uma carreira longa. E por outro lado algumas das maiores estrelas tais como Dharmendra, Amitabh Bachchan e Shahrukh Khan foram bem sucedidos apesar de terem uma total falta de ligações dentro da indústria.

## Som
O som nos filmes de Bollywood raramente é gravado nos locais. Por isso o som é geralmente, criado (ou recriado) inteiramente em estúdio, com os atores a recitar as suas falas ao mesmo tempo que as suas imagens aparecem no ecrã do estúdio. A introdução posterior de efeitos sonoros é feito num processo conhecido como ADR. Este processo cria vários problemas, visto o som destes filmes geralmente ocorre uma frame ou duas antes do movimento labial ou dos gestos. Além disso os atores têm que atuar duas vezes, uma vez no local e outra no estúdio, e assim o nível atingido torna-se muito difícil de ser recriado. Os filmes indianos comercias também são conhecidos pela sua falta de som do ambiente.
A ubiquidade do ADR no cinema de Bollywood tornou-se prevalecente nos início dos anos 1960 com a chegada da câmara Arriflex 3, que requeria uma cobertura para abafar o ruído produzido pela câmara. Sendo que os realizadores de cinema indianos se preocupavam muito com a rapidez, nunca se davam ao trabalham de cobrir a câmara, e por isso devido ao ruído excessivo produzido pela câmara isso implicava que todo o trabalho de som tinha que ser feito em estúdio. Assim este procedimento tornou-se padrão nos filmes indianos.
Esta tendência foi interrompida em 2001, depois de um hiato de 30 anos, com o filme Lagaan, no qual o ator e produtor Aamir Khan inistiu que o som fosse feito no local. Isto abriu um aceso debate acerca da viabilidade económica de se produzir o som no local e depois disso muitos filmes de Bollywood passaram a produzir o som no local.

## Música e dança em Bollywood

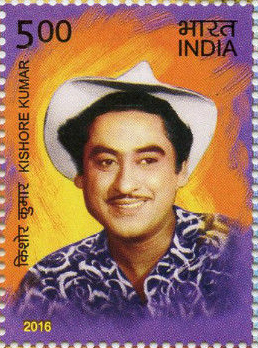
Selo indiano de 2016 em homenagem a Kishore Kumar

As canções dos filmes de Bollywood são geralmente gravadas por um cantor profissional, e depois os atores fazem a sincronização labial com a letra da música, geralmente ao mesmo tempo em que dançam. Enquanto que a maior parte dos atores, especialmente nos nossos dias, são também excelentes dançarinos, apenas poucos são também cantores. Uma notável excepção foi Kishore Kumar que participou de grandes filmes da década de 1950. Outros atores também conhecidos por serem tanto cantores como atores foram K. L. Saigal, Suraiyya e Noor Jehan.
Os chamados cantores de playback costumam figurar nos créditos de aberturas e têm a sua própria legião de fãs, que vão até mesmo a um filme menos interessante só para escutarem os seus cantores preferidos. Alguns dos cantores mais famosos de Bollywood são Noor Jehan, Lata Mangeshkar, Asha Bhosle, Geeta Dutt, Shamshad Begum, Alka Yagnik, K. L. Saigal, Talat Mahmood, Mukesh, Mohamed Rafi, Manna Dey, Hemant Kumar, Kishore Kumar, Kumar Sanu, Udit Narayan e Sonu Nigam entre outros.
Os compositores das músicas para os filmes, são conhecidos como directores musicais. As suas canções geralmente podem decretar o sucesso ou fracasso de um filme. Os remixes de músicas de filmes com ritmos modernos é uma ocorrência comum actualmente, e os produtores até mesmo lançam remixes de versões de algumas das canções dos seus filmes no próprio CD da trilha sonora do filme.
As danças dos filmes de Bollywood, especialmente nos mais antigos, são modeladas de acordo com os estilos clássicos da dança indiana, com as danças das cortesãs do norte da Índia e com as danças tradicionais. Nos filmes modernos, os elementos da dança indiana são misturados com estilos de dança ocidentais. No entanto não é invulgar ver tanto números no estilo de dança ocidental e de pura dança clássica indiana no mesmo filme. O herói ou heroína geralmente executa a dança junto com um grupo de dançarinos de apoio. Muitas sequências de música e dança contêm várias mudanças instantâneas de local e de roupa entre os versos de uma canção. Se o herói e a heroína dançam sozinhos, lado a lado, geralmente são rodeados por belas paisagens ou por cenários arquitetonicamente grandiosos.
As canções geralmente comentam a acção que está a ter lugar naquela parte do filme. Às vezes uma canção é incluída na acção do filme criando um pretexto para o personagem cantar ou então a canção pode ser a exteriorização dos pensamentos de um personagem, ou pressagiar um evento que ainda não ocorreu no filme.
Os filmes de Bollywood sempre usaram o que agora se chama de item number. Neste algum ator ou atriz que nada tem a ver com o enredo principal do filme, executa um número musical no filme. Em filmes mais antigos o item number era executado por exemplo por uma cortesã que dançava para um cliente, ou como parte de um show de cabaret. A dançarina Helen ficou famosa pelos seus números de cabaret. Em filmes modernos os item numbers podem ser inseridos em cenas passadas em uma boate, show ou em alguma celebração.
Durante as últimas décadas os produtores de Bollywood têm lançado a trilha sonora dos filmes em cassete ou CD, mesmo antes de o filme ser lançado, esperando que as músicas possam atrair o público para os cinemas mais tarde. Muitas vezes a trilha sonora do filme se torna mais popular do que o filme. Nos últimos anos alguns produtores têm também lançado vídeos musicais, geralmente retirados de uma das canções do filme. Contudo alguns vídeos promocionais incluem canções que não estão incluídas no filme. Aquele que foi provavelmente o maior item number da história de Bollywood ocorreu na canção Deewangi Deewangi do filme Om Shanti Om na qual participaram 30 atores convidados.

## Diálogos e letras de música
Os diálogos são geralmente escritos em hindi comum, de modo a que possa ser entendido pelo maior público possível. Alguns filmes contudo, têm usado dialectos regionais para invocar um cenário de aldeia, ou também por vezes é usado urdu antigo em filmes de época que retratam a era Mogol. Os filmes contemporâneos também fazem bastante uso do inglês. De fato muitos guiões são escritos primeiro em inglês e depois traduzidos para hindi.
Os directores musicais preferem trabalhar com determinados letristas, de modo que em alguns casos o compositor e o letrista são vistos como uma equipe. As letras musicais são geralmente acerca de amor. As letras de música de Bollywood especialmente nos filmes mais antigos usam muito vocabulário urdu. Outra fonte para as letras das canções de amor é a longa tradição poética hindu acerca dos amores de Krishna, Radha e das gopis. Muitas letras comparam o cantor a um devoto e o objecto da sua paixão a Krishna ou Radha.

## Finanças
Os filmes de Bollywood são produções de vários milhões de dólares, com os mais caros a custarem até cerca de 10 milhões. No entanto estão em pauta projectos mais ambiciosos que pretendem ultrapassar em muito esse valor. Cenários, vestuário, efeitos especiais e cinematografia estavam abaixo da média mundial até a meio da década de 1990, com algumas notáveis excepções. Quando os filmes ocidentais e a televisão começaram a ter uma maior distribuição na Índia, passou a existir a pressão para que os filmes de Bollywood atingissem os mesmos níveis de produção, particularmente em áreas como os efeitos especiais. Recentes filmes de Bollywood têm empregado técnicos internacionais para melhorar em determinadas áreas, tal como aconteceu no filme Krrish (2006) no qual a acção foi coreografada por Tony Ching de Hong Kong. A cada vez maior acessibilidade a profissionais de acção e efeitos especiais agregada aos orçamentos cada vez mais altos dos filmes têm resultado numa explosão na produção de filmes de acção e ficção científica.
Filmes com sequências filmadas no exterior têm-se provado sucessos de bilheteira, assim as equipes de filmagem de Mumbai têm filmado cada vez mais em lugares como Austrália, Canadá, Nova Zelândia, Reino Unido, Estados Unidos, Europa continental e em muitos outros lugares, tal como também no Brasil onde em 2006 foi filmada parte da acção do filme Dhoom 2, um dois maiores sucessos de sempre do cinema indiano.
O financiamento dos filmes de Bollywood geralmente vem de distribuidores privados e de alguns grandes estúdios. No passado os bancos e instituições financeiras indianas estavam proibidos de emprestar dinheiro aos estúdios de cinema. Contudo, esta proibição já foi levantada. Nos últimos anos algumas produções também têm recebido o apoio de grandes estúdios de Hollywood tal como no caso do filme Saawariya (2007) que foi co-produzido pela Columbia Tristar e de Roadside Romeo (2008) co-produzido pela Walt Disney. Até ao passado recente algumas produções foram financiadas por fontes ilegais tais como a máfia de Mumbai. Por exemplo em 2001 o Central Bureau of Investigation apreendeu todas as cópias do filme Chori Chori Chupke Chupke depois de se ter descoberto que o filme tinha sido financiado pela submundo do crime de Mumbai.

## Publicidade
Muitos artistas indianos costumavam ganhar a vida a pintar à mão letreiros e cartazes anunciando os novos filmes. Isto acontecia porque o trabalho manual ficava mais barato do que imprimir e distribuir publicamente o material. Hoje em dia a maioria dos vários outdoors nas grandes cidades indianas são criados digitalmente. Os velhos letreiros e cartazes são hoje coleccionados como uma forma de arte popular.
Lançar a música, ou os vídeos musicais antes do próprio filme também é considerada uma forma de publicidade. Uma boa melodia acredita-se que ajuda a levar o público até aos cinemas.
Os publicitários de Bollywood também começaram a usar a Internet como um meio de anunciar seus filmes. A maior parte dos filmes com bom financiamento têm o seus próprios sites na Internet, onde podem ser visualizados trailers, imagens do filme e informação acerca da história, elenco e equipe de produção.
Os filmes de Bollywood, como também acontece em Hollywood, são muito usados como meio de publicitar outros produtos.

## Prémios
A cerimónia dos Filmfare Awards é uma das mais antigas e proeminentes do cinema hindi e é chamada por vezes de "Óscares Indianos". Os Filmfare Awards foram primeiro introduzidos em 1954 no mesmo ano dos National Film Awards. No entanto este último é um prémio decidido por um painel de jurados decidido pelo governo indiano enquanto que os Filmefare Awards são votados tanto pelo público como por um comité de especialistas.
Desde 1973 que o governos patrocina os National Film Awards, que são entregues pelo governo. Nesta cerimónia não são premiados apenas filmes de Bollywood, mas também filmes provenientes de outras indústrias de cinema regionais e também filmes independentes. Esta cerimónia é anual e é presidida pelo presidente da Índia.
Além destas existem muitas outras cerimónias de entrega de prémios tanto dentro como fora da Índia.

## Popularidade
Ao longo dos anos, Bollywood, tem mostrado uma crescente popularidade, e tem ganho a atenção do público e dos produtores ocidentais.

### Ásia
A maioria da população do Paquistão assiste aos filmes de Bollywood, devido à similaridade entre as línguas hindi e urdu. No entanto existe uma proibição oficial aos filmes indianos, por isso eles não são exibidos nos cinemas paquistaneses. Fora isso os filmes de Bollywood são assistidos através da TV a cabo e também existe um grande mercado para os filmes de Bollywood nas lojas de venda de filmes. Recentemente a proibição aos indianos tem começado a ser quebrada com a chegada às salas de cinema paquistanesas de alguns poucos filmes indianos, tal como o recente filme Welcome que foi muito bem recebido pelo público paquistanês. Devido a isso já se começa a discutir a possibilidade de ser levantada totalmente a proibição aos filmes de Bollywood.
Os filmes de Bollywood também são populares em outros países do sul da Ásia como no Bangladesh e Nepal.
No Afeganistão os filmes de Bollywood também são populares entre a população devido à proximidade com o sub continente indiano. Além disso vários atores de Bollywood têm raízes afegãs. Também várias produções foram filmadas em território afegão, tais como Dharmatma, Kabul Express, Khuda Gawah e Escape From Taliban. Os filmes indianos estavam proibidos durante o regime Taliban, mas em 2001 com a queda deste regime os filmes de Bollywood voltarem a entrar livremente em território afegão.
Recentemente Bollywood também já atingiu Israel. Existem canais especiais na TV a cabo dedicados ao cinema indiano.
Os filmes indianos também são populares em alguns países árabes, particularmente nos países do Golfo Pérsico. Os filmes indianos importados costumam ser dublados em árabe.

### África
Bollywood é bem conhecido na África. A população indiana em países como África do Sul, Nigéria e Marrocos permite algum sucesso nas bilheteiras para as produções de Bollywood.

### Ex-União Soviética
Os filmes de Bollywood são particularmente populares nos países da ex União Soviética. Isso deveu-se em parte ao fato de os filmes de Hollywood e de outros países ocidentais terem sido banidos pelo governo soviético. Sendo assim visto que não existiam outros meios de entretenimento baratos os soviéticos permitiram a entrada dos filmes de Bollywood que eram supostamente não controversos e não políticos. Além disso na época em que União Soviética se estava a recuperar de Segunda Guerra Mundial, a Índia também se estava a recuperar do desastre da partição e da libertação do jugo colonial, sendo assim os filmes indianos pensava-se serem uma bom meio de prover esperança às massas. Os filmes eram dublados em russo e exibidos em cinemas por toda a União Soviética.
Depois do colapso do sistema soviético de distribuição de filmes, Hollywood ocupou o vazio deixado no mercado cinematográfico russo. Isto tornou as coisas difíceis para Bollywood, que viu perder a sua quota de mercado para Hollywood. Contudo começa a existir um interesse renovado em Bollywood por parte dos jovens russos.

### Europa e Américas
Bollywood tem experimentado um grande crescimento de mercado na América do Norte e particularmente entre as comunidades provenientes do Sul da Ásia nas grandes cidades americanas. A Yash Raj Films, umas das maiores casas de distribuição e produção, anunciou em Setembro de 2005 que os filmes de Bollywood nos Estados Unidos rendem cerca de 100 milhões por ano através de exibições nos cinemas, vendas de DVDs e venda das trilhas sonoras dos filmes. Em outras palavras os filmes indianos são os filmes estrangeiros mais lucrativos nos Estados Unidos. Ao longo da última década as películas de Bollywood têm sido filmadas várias vezes em cidades como New York, Los Angeles, Vancouver e Toronto.
Os filmes de Bollywood também têm bons resultados no Reino Unido. Muitos filmes como Kabhi Khushi Kabhie Gham... e Bhagam Bhag, têm tido Londres como cenário.
Bollywood não é muito popular na América do Sul, contudo tem algum reconhecimento em países como a Guiana e o Suriname e também no Caribe e na ilhas de Trinidad e Tobago, sendo que em todos esses países mencionados, os descendentes de indianos compõem a maioria da população. Em 2006 o filme Dhoom 2, foi parcialmente rodado no Rio de Janeiro. E em 2007 o filme Fool n Final, também teve parte de sua acção filmada no Brasil. Além disso têm sido realizadas várias mostras de filmes indianos em algumas cidades brasileiras, como São Paulo e Salvador, com o objectivo de tornar conhecido o cinema indiano neste país.

### Oceania
A Austrália é um dos países com a maior diáspora de pessoas provenientes de países do sul da Ásia. Mas Bollywood também é popular entre os não-asiáticos. Desde 1997 o país foi cenário para vários filmes de Bollywood. Inicialmente os cineastas indianos sentiram-se atraídos pelas belas paisagens Australianas, e usavam-nas como pano de fundo para sequências de canto e dança. Contudo hoje em dia muitos filmes têm a sua acção passada na Austrália. As produções hindi filmadas na Austrália costumam incorporar aspectos do estilo de vida australiano. O filme Salaam Namaste (2005) foi o primeiro a ser filmado inteiramente na Austrália e tornou-se o filme mais bem sucedido de Bollywood de 2005, nesse país. Seguiram-se a este muitos outros filmes tais como Heyy Babyy e Chak De! India, que foram alguns dos maiores sucessos de 2007.